# Mântuitorul Dunei
Mântuitorul Dunei (1969) (titlu original Dune Messiah) este un roman science fiction al scriitorului Frank Herbert, al doilea dintr-o serie de șase romane. Inițial a fost serializat în revista  Galaxy în 1969. Ediția americană și cea britanică au prologuri diferite, care rezumă evenimentele precedentului roman. Romanele Mântuitorul Dunei și Copiii Dunei au fost ecranizate de Sci-Fi Channel în 2003 într-un serial intitulat Copiii Dunei. În 2002, Science Fiction Book Club a publicat cele două romane într-un singur volum.

## Intriga
La doisprezece ani după evenimentele descrise în Dune, Paul "Muad'Dib" Atreides conduce ca Împărat un jihad care a cucerit mare parte a universului uman. Paul a dezlănțuit jihadul asumându-și rolul de mesia printre fremeni. În timp ce Paul devine cel mai puternic Împărat cunoscut vreodată, el se dovedește incapabil să oprească forța războiului căruia i-a dat naștere. Deși numărul victimelor se ridică la șaizeci și unu de miliarde, viziunile preștiente ale lui Paul îl încredințează că nu e nici pe departe cel mai rău scenariu posibil pentru omenire. Îndemnat de cunoștințele sale, Paul speră să pună omenirea pe un curs care să nu o mai ducă spre stagnare și distrugere, acționând simultan ca lider al Imperiului și element central al religiei fremene.
Bene Gesserit, Ghilda Spațială și Tleilaxu pun bazele unei conspirații menite să îl detroneze pe Paul, Cucernica Maică Gaius Helen Mohiam încercând să se folosească pentru asta de consoarta lui Paul, Prințesa Irulan, fiica fostului Împărat Padișah Shaddam Corrino IV. Paul a refuzat să facă un copil cu Irulan, dar concubina sa fremenă, Chani, nu a reușit nici ea să îi dea un moștenitor, cauzând tensiuni în interiorul monarhiei. Dorind cu disperare atât să își consolideze locul în cadrul dinastiei Atreides, cât și să perpetueze linia de sânge Atreides pentru programul genetic creat de Bene Gesserit, Irulan i-a dat pe ascuns lui Chani anticoncepționale. Paul știe acest lucru, dar a prevăzut că nașterea moștenitorului său va însemna moartea lui Chani, iar el nu dorește să o piardă. Cu Navigatorul Ghildei Edric ascunzând conspirația în fața preștiinței lui Paul, Dansatorul-Față Tleilaxu Scytale îi oferă lui Paul un dar pe care nu îl poate refuza: un ghola al lui Duncan Idaho, profesorul și prietenul din copilărie al lui Paul, numit acum "Hayt". Conspiratorii speră că prezența lui Hayt va submina abilitatea lui Paul de a conduce, determinându-l să își pună întrebări despre el și imperiul creat. În plus, acceptarea darului i-a slăbit sprijinul în rândul fremenilor, care consideră necurate Tleilaxu și uneltele lor. Luând problema în mâna ei, Chani revine la o dietă tradițională fremenă de fertilitate, împiedicând-o pe Irulan să îi umble la mâncare; curând, rămâne gravidă.

Otheym, din fostele Comando-uri ale morții fedaykin ale lui Paul, scoate la lumină dovezi ale unei conspirații fremene împotriva lui Paul. Otheym i-l oferă lui Paul pe micul său servitor Tleilaxu Bijaz care, întocmai ca unui dispozitiv de înregistrare, își poate aminti fețe, nume și detalii. Paul îl acceptă cu rețineri, văzând firele unei intrigi Tleilaxu. În timp ce soldații lui Paul îi atacă pe conspiratori, alții lansează o armă nucleară produsă de Tleilaxu, distrugând zona și orbindu-l pe Paul. Conform tradiției, toți fremenii orbi sunt abandonați în deșert, dar Paul poate conduce în continuare coordonându-și acțiunile în conformitate cu ceea ce i-au indicat viziunile sale oraculare preștiente anterioare. Trecând prin viață urmând pașii preziși de viziunile sale anterioare, el poate vedea chiar și cele mai mici detalii ale lumii înconjurătoare. Dezavantajul este reprezentat de incapacitatea de a schimba vreun element al destinului său, atâta vreme cât vrea să pară că vede. Scoaterea la lumină a conspirației fremene dezvăluie că Korba, un fost fedaykin și, actualmente, mare preot al bisericii lui Paul, se află printre dușmanii lui Paul.
Hayt îl interoghează pe Bijaz, dar micul om - actualmente un agent Tleilaxu - folosește intonația care îl face pe Hayt vulnerabil în fața comenzilor induse. Bijaz îl programează pe Hayt să îi ofere lui Paul un târg odată cu moartea lui Chani: renașterea Chaniei ca ghola și speranța că amintirile lui Duncan Idaho ar putea fi readuse la viață, în schimbul renunțării la tron și al exilului. Bijaz îi induce și o constrângere care să îl forțeze pe Hayt să încerce să îl ucidă pe Paul. Hayt nu știe nimic despre această programare, urmând ca ea să iasă la iveală în apropierea momentului în care Chani va naște. Când află vestea morții lui Chani în timpul nașterii, reacția lui Paul declanșează constrângerea din mintea lui Hayt, care vrea să îl asasineze. Dar, decât să îl ucidă pe iubitul său Paul, corpul ghola-ul lui Duncan Idaho reacționează împotriva propriei programări, readucând la lumină întreaga conștiință a lui Duncan. El își amintește antrenamentul zensunnit și de mentat primite de Hayt de la Tleilaxu, dar nu mai este legat de programarea lor.

Chani naște doi copii sănătoși; la fel ca sora lu Paul, Alia, ei sunt "abominații" - s-au născut cu capacitatea lui Kwisatz Haderach de a accesa amintirile ancestrale, datorită expunerii in utero la cantitățile de mirodenie din dieta specială din timpul sarcinii lui Chani. Dar Paul a prevăzut doar o fată și - poate din cauză că lumea iese de pe făgașul dictat de viziunile sale - viziunea lui profetică dispare, lăsându-l orb. Odată dovedită capacitatea de a reface amintirile unui ghola, Scytale se oferă să o readucă la viață pe Chani sub formă de ghola, în schimbul tuturor posesiunilor CHOAM-ului. Paul refuză să accepte posibilitatea ca Tleilaxu să o programeze pe Chani într-un mod diabolic, ceea ce îl determină pe Scytale să amenințe viața bebelușilor. Primind o viziune preștientă de la fiul său, Paul reușește să îl ucidă pe Scytale.
Orb atât fizic, cât și ca profet, Paul alege să urmeze tradiția fremenă de a merge singur în deșert, obținând loialitatea fremenilor pentru copiii săi, care îi moștenesc locul de Împărat. Paul o lasă pe Alia, acum îndrăgostită de Duncan, regentă a gemenilor, pe care i-a numit Leto și Ghanima. Duncan observă ironia faptului că moartea lui Paul și a lui Chani le-a permis să triumfe în fața dușmanilor, Paul reușind să scape zeificării mergând în deșert ca om, ceea ce a garantat fidelitatea fremenilor pentru linia Atreides.

## Personaje

Ediția cartonată a editurii Nemira

- Paul Atreides - Împăratul universului cunoscut și Mântuitorul fremenilor. Numele său formal este Muad'dib, iar cel din sietch-ul fremen este Usul.
- Prințesa Irulan - Prințesa consortă a Împăratului Paul Atreides
- Chani - aparține tribului fremen al lui Paul, fiind concubina lui și mama aleasă
- Alia - sora lui Paul, născută cu darul preștiinței, fiind o Cucernică Maică
- Gaius Helen Mohiam - Cucernică Maică din Bene Gesserit și conspiratoare
- Edric - Navigator al Ghildei preștient și conspirator
- Scytale - un Dansator-Față din Tleilaxu și conspirator
- Hayt - ghola Tleilaxu readus la viață al învățătorului lui Paul din copilărie, Duncan Idaho
- Stilgar - fostul conducător al fremenilor, acum loial lui Paul Atreides

## Traducere în limba română
- 1993 - Mântuitorul Dunei, Ed. Nemira, Colecția "Nautilus", nr. 28, traducere Ion Doru Brana
- 1998 - Dune. Mântuitorul Dunei, Ed. Nemira, Colecția "Nautilus", nr. 143-144, traducere Ion Doru Brana
- 2003 - Mântuitorul Dunei, Ed. Nemira, Colecția "Nautilus", nr. 178, traducere Ion Doru Brana, 240 pag., ISBN 973-569-595-2
- 2005 - Mântuitorul Dunei, Ed. Nemira, Colecția "Nautilus", traducere Ion Doru Brana, 304 pag., ISBN 978-973-569-749-5
- 2012 - Mântuitorul Dunei (cartonată), Ed. Nemira, Colecția "Nautilus", traducere Ion Doru Brana, 304 pag., ISBN 978-606-579-360-6
- 2013 - Mântuitorul Dunei, Ed. Nemira, Colecția "Nautilus", traducere Ion Doru Brana, 304 pag., ISBN 978-606-579-633-1